# Melting (álbum)
Melting es el primer álbum de estudio del grupo surcoreano Mamamoo. Fue lanzado el 26 de febrero de 2016 por la discográfica Rainbow Bridge World y distribuido por CJ E&M Music. Contiene 12 canciones e incluye el sencillo «You're the Best», que se usó para promover el álbum. Este fue precedido por dos canciones adicionales «I Miss You» y «Taller Than You».

## Lanzamiento y promoción
El 26 de enero de 2016, Mamamoo lanzó el sencillo «I Miss You» del que sería su primer álbum de estudio. El 2 de febrero, la agencia del grupo, Rainbow Bridge World, confirmó la fecha de lanzamiento del álbum y diez días más tarde publicaron el segundo sencillo del grupo, «Taller Than You». La lista de canciones completa fue revelada el 18 de febrero y el álbum fue publicado una semana después junto con el sencillo «You're the Best». La canción «Girl Crush» se usó en la banda sonora del juego Innisia Nest y fue lanzada originalmente el 16 de septiembre de 2015.
El 6 de marzo el grupo ganó su primer premio en un programa de música en Inkigayo con «You're the Best». También ganaron en Show Champion, M! Countdown, y Music Bank esa misma semana. El 16 de marzo se presentaron en el concierto K-Pop Night Out at SXSW en Austin, Texas.

## Recepción
Los críticos de música le dieron al álbum reseñas positivas. Tamar Herman, de Billboard, dijo que el álbum «trae de vuelta un sentimiento retro soul al mundo del K-pop, anunciando la subida del cuarteto a los puestos más altos de los juegos del hambre de grupos femeninos». Lo describió como un álbum de K-pop atípico que toma «los sonidos de ayer y les da un toque moderno». Asimismo elogió al grupo por tratar con un estilo diferente en «Taller Than You» y mencionó que consiguieron llevar las letras humorísticas a una «perfección pura».

## Lista de canciones
| N.º | Título                             | Letras                                | Música                          | Duración |  |
| 1.  | «Taller Than You» (1cm의 자존심)   | Kim Do-hoon, Moonbyul, Solar, Hwasa   | Kim                             | 3:04     |  |
| 2.  | «Words Don't Come Easy» (우리끼리) | Kim, Park, Esna                       | Kim, Park                       | 3:56     |  |
| 3.  | «You're the Best» (넌 is 뭔들)     | Kim, Moonbyul, Solar                  | Kim, Duble sidekick             | 3:50     |  |
| 4.  | «Friday Night» (금요일밤)          | Park, Moonbyul                        | Park                            | 3:22     |  |
| 5.  | «My Hometown» (고향이)             | Kim, Solar, Moonbyul                  | Kim, Solar                      | 3:21     |  |
| 6.  | «Emotion»                          | Cosmic Sound, Moonbyul                | Cosmic Sound, Cosmos            | 3:27     |  |
| 7.  | «I Miss You»                       | Cosmic Sound, Hwang Yoo-bin, Moonbyul | Kim                             | 4:16     |  |
| 8.  | «Funky Boy»                        | Yoon Hye-joo                          | Daniel Palm, Ellen Berg Tollbom | 3:35     |  |
| 9.  | «Recipe» (나만의)                  | Solar, Hwasa, Moonbyul, Park          | Kim, Park, Solar, Hwasa         | 2:49     |  |
| 10. | «Cat Fight» (고양이)               | Lee Hoo-sang, Hwang, Moonbyul         | Lee Hoo-sang, S2REN             | 3:26     |  |
| 11. | «Just»                             | Park                                  | Park                            | 3:41     |  |
| 12. | «Girl Crush»                       | Jang Yoon-seo, Park                   | Park                            | 3:08     |  |
| 13. | «You're the Best» (Instrumental)   |                                       | Kim, Duble Sidekick             | 3:49     |  |